# هارون غودريش
هارون غودريش هو قاضي ومحامي وسياسي أمريكي، ولد في 6 يوليو 1807 في Sempronius, New York ‏ في الولايات المتحدة، وتوفي في 2 يونيو 1887. نشط حزبياً في الحزب الجمهوري. وقد انتخب عضو مجلس نواب تينيسي ‏.